# 8440 Віжеон
8440 Віжеон (8440 Wigeon) — астероїд головного поясу, відкритий 17 жовтня 1977 року.
Тіссеранів параметр щодо Юпітера — 3,306.